# Akodon
Akodon — рід південноамериканських мишоподібних гризунів підродини Sigmodontinae (Сигмазубових).

## Опис
Ці миші мають довжину голови й тіла 8-14 сантиметрів, плюс від 5 до 10 сантиметрів хвіст. Види мають кремезне тіло і короткі ноги. М'яке хутро сіре або коричневе вище, сіре або біле знизу.

## Поширення
Зустрічаються на південь від басейну Амазонки і вздовж Анд на північ до Венесуели, але відсутні у великій частині самого басейну, далеко на півдні континенту, і низовинах на захід від Анд. Akodon є одним з найбагатших видами родів Неотропічних гризунів. Види Akodon, як відомо, живуть в різноманітних місцях проживання від тропічних і вологих тропічних лісах до Альтиплано і пустелі. Скам'янілості відомі кінця пліоцену.

## Звички
Їжею в основному є овочі, але також всі види комах.

## Види
- Akodon aerosus
- Akodon affinis
- Akodon albiventer
- Akodon azarae
- Akodon bogotensis
- Akodon boliviensis
- Akodon budini
- Akodon caenosus
- Akodon cursor
- Akodon dayi
- Akodon diauarum
- Akodon dolores
- Akodon fumeus
- Akodon glaucinus
- Akodon iniscatus
- Akodon juninensis
- Akodon kofordi
- Akodon latebricola
- Akodon lindberghi
- Akodon lutescens
- Akodon mimus
- Akodon mollis
- Akodon montensis
- Akodon mystax
- Akodon neocenus
- Akodon orophilus
- Akodon paranaensis
- Akodon pervalens
- Akodon philipmyersi
- Akodon polopi
- Akodon reigi
- Akodon sanctipaulensis
- Akodon serrensis
- Akodon siberiae
- Akodon simulator
- Akodon spegazzinii
- Akodon subfuscus
- Akodon surdus
- Akodon sylvanus
- Akodon tartareus
- Akodon toba
- Akodon torques
- Akodon varius